# The Last Sucker
The Last Sucker är industrimetalbandet Ministrys elfte studioalbum, utgivet 2007. Enligt bandet är det även deras sista med nytt material.

## Låtlista
1. "Let's Go" (Al Jourgensen/Sin Quirin) - 4:52
2. "Watch Yourself" (Al Jourgensen/Paul Raven) - 5:28
3. "Life Is Good" (Al Jourgensen/Sin Quirin) - 4:15
4. "The Dick Song" (Al Jourgensen/Sin Quirin) - 5:50
5. "The Last Sucker" (Al Jourgensen/Tommy Victor) - 5:59
6. "No Glory" (Al Jourgensen/Tommy Victor) - 3:41
7. "Death & Destruction" (Al Jourgensen/Sin Quirin) - 3:31
8. "Roadhouse Blues" (John Densmore/Robby Krieger/Ray Manzarek/Jim Morrison) - 4:26
9. "Die in a Crash" (Burton C. Bell/Al Jourgensen/Tommy Victor) - 4:03
10. "End of Days, Pt. 1" (Burton C. Bell/Al Jourgensen/Paul Raven/Tommy Victor) - 3:22
11. "End of Days, Pt. 2" (Burton C. Bell/Al Jourgensen/Paul Raven/Tommy Victor) - 10:25